# Claude Longchamp

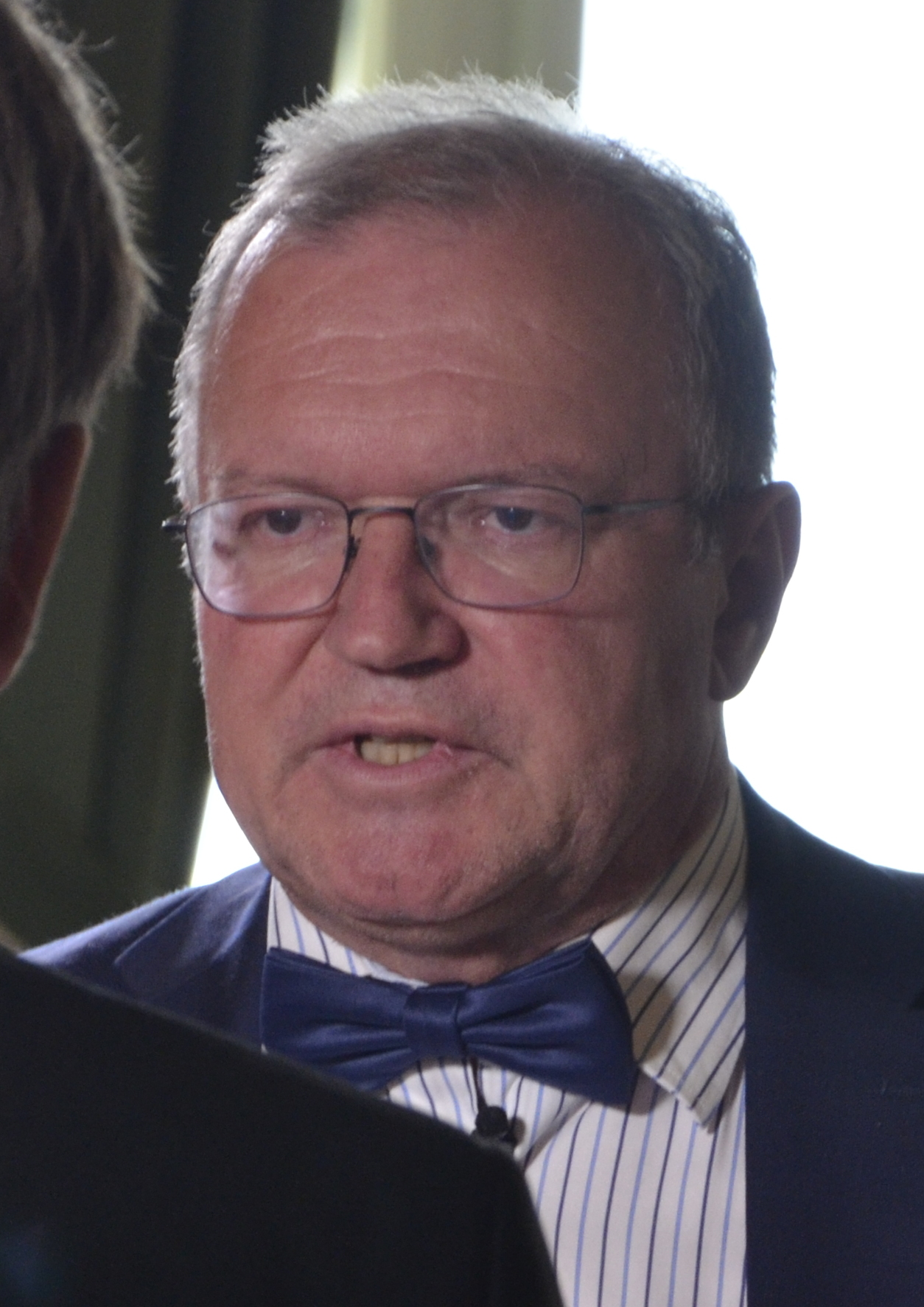
Claude Longchamp (2019).

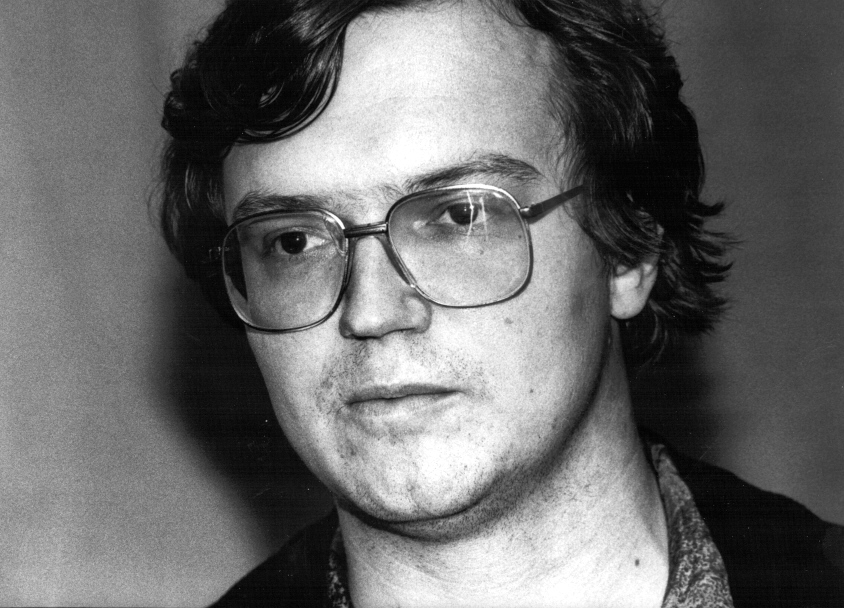
Claude Longchamp (1990).

Claude Longchamp (* 14. März 1957 in Freiburg im Üechtland) ist ein Schweizer Historiker und Politikwissenschaftler.

## Leben
Claude Longchamp studierte ab 1977 Geschichte, verbunden mit Soziologie und Politologie. Er schloss dieses Studium 1983 mit einer Arbeit über die «Ostfront-Missionen» als lic. phil. ab.
Longchamp führt historisch-politisch-kulturelle Stadtführungen durch, vornehmlich für internationale Delegationen, Politiker, Verwaltungsmitglieder und Medienschaffende. Er engagiert sich im Verein Bern neu gründen für eine Aufwertung des Berner Raumes zum führenden Politikzentrum der Schweiz.
Longchamp ist Mitglied der Sozialdemokratischen Partei (SP), ist seit 1993 jedoch nicht mehr parteipolitisch aktiv.

## Wissenschaftliche und berufliche Karriere
Longchamp hat sich auf die Analyse der direkten Demokratie konzentriert, vor allem auf das Verhalten der Bürger bei Sachentscheidungen, auf die gesellschaftlichen und politischen Einflüsse auf die Meinungsbildung sowie auf die massenmediale Kommunikation in der Politik. Hierzu hat er den «Dispositionsansatz» entwickelt, der das Zusammenspiel von Prädispositionen und Informationen bei Sachentscheidungen analysiert.
Zu den Arbeitsgebieten von Longchamp zählen nebst der Wahl- und Abstimmungsforschung die Schweizer Politik, die Europa-Politik, speziell die Gesundheitspolitik, Finanz-, Umwelt- und die Technologiepolitik, die politische Kultur, der Antisemitismus, die öffentliche Meinung, politische Kommunikation, die Meinungsforschung und der Lobbyismus.
Ab 1983 arbeitete er am damaligen Forschungszentrum für schweizerische Politik, dem heutigen Institut für Politikwissenschaft der Universität Bern, und seit 1987 ist Longchamp Wahl- und Abstimmungsanalytiker für die Medien der Schweizerischen Radio- und Fernsehgesellschaft (SRG). Seit 1992 verantworten er und sein Team der gfs.bern auch die Abstimmungshochrechnung und seit 1998 auch die wahl- und abstimmungsbezogenen Umfragen für die Unternehmen der SRG SSR idée suisse. Seit 1992 ist er Herausgeber der VOX-Analysen eidgenössischer Urnengänge. Er leitete das Sorgenbarometer, den Gesundheitsmonitor, den Finanzmonitor und das Rassismusmonitoring der Schweiz.
Longchamp unterrichtete bis 1992 an der Universität Bern Politikwissenschaft, seither ist er als Dozent auch an anderen Universitäten (Universität Freiburg, Universität Zürich, Universität St. Gallen) und Fachhochschulen (in Winterthur, Zürich und Lausanne) tätig. Seit 2008 lehrt er an der Universität St. Gallen im Rahmen des Lehrganges International Affairs das Fach «Politikforschung in der Praxis». Zudem lehrt er das Fach Wahlforschung an den Universitäten Zürich (seit 2009) und Bern (seit 2011).
Von 1993 bis 2003 war Longchamp Vorsitzender der Geschäftsleitung und Mitglied des Verwaltungsrats des GfS-Forschungsinstituts, Geschäftsbereich Politik und Staat. 2004 gründete er das Forschungsinstitut gfs.bern und übernahm den Vorsitz des Verwaltungsrates. Bis Ende April 2017 war er auch Geschäftsführer von gfs.bern, Nachfolger wurden als Co-Geschäftsführer Lukas Golder und Urs Bieri, denen er gfs.bern schrittweise verkaufte; Longchamp blieb bis 2019 Verwaltungsratspräsident. Bei der Erläuterung der Abstimmungsergebnisse im Schweizer Fernsehen löste ihn im September 2017 Lukas Golder ab. Die Unabhängige Beschwerdeinstanz für Radio und Fernsehen (UBI) attestierte 2008 als Reaktion auf Kritiken gegenüber dem Forschungsinstitut gfs.bern und seines Leiters, in der Schweiz eine der anerkanntesten Institutionen der angewandten Politikforschung zu sein.

## Werke (Auswahl)
- Politische Mündigkeit bei Jugendlichen. Ein soziologischer Forschungsbericht zum Entwicklungsstand bei zwanzigjährigen, männlichen Jungbürgern. Schlussbericht der Pädagogischen Rekrutenprüfungen, Kreis VII, 1980. Universität, Institut für Soziologie, Bern 1983. (Arbeitsberichte aus dem Institut für Soziologie der Universität Bern; 7).
- Hin zur Tripolarität im Parteiensystem der Schweiz. Eine Erstanalyse der Nationalratswahlen vom 22. Oktober 1995. Berichterstattung: Claude Longchamp et al. GfS-Forschungsinstitut, Abteilung «Politik und Staat», Zürich; Bern 1995.
- als Mitherausg.: Pragmatismus statt Polarisierung. Die Entwicklung von Einstellungen und Verhaltensweisen zur Drogenpolitik der Schweiz in den 90er Jahren – mit einer Analyse der Volksabstimmung über «Jugend ohne Drogen». Zentralsekretariat SGGP, Schweizerische Gesellschaft für Gesundheitspolitik, Muri bei Bern 1998. (Schriftenreihe der SGGP; 59).
- Projektteam Claude Longchamp et al.: Bewegung Richtung Markt. Schlussbericht zum Gesundheitsmonitor 2006. Interpharma, Basel 2006.